# Apelatjärnen
Apelatjärnen är en sjö i Falkenbergs kommun i Halland och ingår i Ätrans huvudavrinningsområde. Sjöns area är 0,015 kvadratkilometer och den är belägen 130 meter över havet.